# Aire de conservation de Mývatn-Laxá
L'aire de conservation de Mývatn-Laxá est une aire protégée d'Islande couvrant les lacs Mývatn, Sandvatn, Arnarvatn, Grænavatn et leurs environs, le cours inférieur de la rivière Kráká et le lit du Laxá í Aðaldal depuis sa source au Mývatn jusqu'à son embouchure dans l'océan Arctique, au niveau du Skjálfandi.
Cette aire protégée a été classée site Ramsar en 1992. Ce site abrite des marais, une flore riche, des tourbières et des landes. Un grand nombre d'oiseaux d'eau viennent sur le site en raison de l'abondance d'invertébrés. Le site est particulièrement important pour deux espèces de canards qui, en Europe, nichent uniquement en Islande. La quasi-totalité de la population européenne de garrot d'Islande se reproduit dans la région.